# کلر اتلی
کلر اتلی (انگلیسی: Claire Utley؛ زادهٔ ۱۱ فوریهٔ ۱۹۷۹) بازیکن سابق فوتبال اهل انگلستان است که در پست مدافع در دانکاستر روورز بلز کرد.
وی همچنین در تیم ملی فوتبال زنان انگلستان بازی کرده است. اتلی پنج بار در سطح بین‌المللی تیم ملی انگلیس را نمایندگی کرد.